# One Day / Reckoning Song
One Day / Reckoning Song (Wankelmut Rmx) – międzynarodowy singel izraelskiego artysty Asafa Awidana. Oryginalnie piosenkę „Reckoning Song” wykonywał ze swoim zespołem jako Asaf Awidan and the Mojos, a znalazła się ona na albumie pt. The Reckoning wydanym w 2008 r. Na singlu znajduje się remiks zrealizowany przez niemieckiego DJ-a - Wankelmuta. Utwór stał się szybko światowym przebojem, utrzymując plasując się na pierwszych miejscach list przebojów w Niemczech, Szwajcarii, Austrii i Holandii.

## Lista utworów

### Promo Digital (FourMusic)
| 1. | „One Day / Reckoning Song” (Wankelmut Rmx) | 3:30  |
|    |                                            |       |
|    |                                            | 03:30 |
|    |                                            |       |

### Singel CD (Four Columbia)
| 1. | „One Day / Reckoning Song” (Wankelmut Rmx) (Radio Edit) | 3:30  |
|    |                                                         |       |
| 2. | „One Day / Reckoning Song” (Wankelmut Rmx) (Club Mix)   | 7:16  |
|    |                                                         |       |
|    |                                                         | 10:46 |
|    |                                                         |       |

### Singel CD typu mieszanego (Sony)
| 1. | „How We Do (Party)” (Biggie Remix) - Rita Ora                     | 4:07  |
|    |                                                                   |       |
| 2. | „One Day / Reckoning Song” (Wankelmut Instrumental) - Asaf Awidan | 4:54  |
|    |                                                                   |       |
| 3. | „One Day / Reckoning Song” (Less Vocal Radio Edit)- Asaf Awidan   | 3:27  |
|    |                                                                   |       |
| 4. | „One Day / Reckoning Song” (Wankelmut In Dub Mix)- Asaf Awidan    | 4:52  |
|    |                                                                   |       |
|    |                                                                   | 17:20 |
|    |                                                                   |       |

## Notowania
| Stacja                         | Lista przebojów           | Najwyższa pozycja |
| ------------------------------ | ------------------------- | ----------------- |
| Polskie Radio PiK              | Lista Przebojów           | 6                 |
| Program Trzeci Polskiego Radia | LP3                       | Szczęśliwa 13     |
| Radio Szczecin                 | SLiP                      | 50                |
| Radio Eska                     | Global Lista              | 38                |
| Radio Eska                     | Gorąca 20                 | 16                |
| Radio Gorzów                   | Lista Przebojów           | 15                |
| Radio Merkury                  | Lista Przebojów           | 22                |
| Radio Zachód                   | Mniej Więcej Lista        | 38                |
| Radio Żnin FM                  | Hit Roku 2012             | 27                |
| rbl.tv                         | Deezer Chart TOP 10       | 3                 |
| RDN Małopolska                 | Lista Przebojów           | 8                 |
| RMF FM                         | POPlista                  | 1                 |
| RMF FM                         | Przebój Roku 2012         | 22                |
| Weekend FM                     | Codzienna Lista Przebojów | 2                 |

## Teledysk
Obraz zrealizował duet reżyserski: Daniel Franke & Sander Houtkruijer. Wideoklip opublikowano w serwisie YouTube 22 czerwca 2012. Powstała również tzw. dzienna wersja teledysku (Day Version), wydana 26 września 2012.